# كي ياسودا
كي ياسودا (باليابانية: 保田圭؛ بالكانا: やすだ けい) هي مغنية وممثلة يابانية، ولدت في 6 ديسمبر 1980 في تشيبا في اليابان.

## وصلات خارجية
- الموقع الرسمي
- كي ياسودا على موقع IMDb (الإنجليزية)
- كي ياسودا على موقع ميوزك برينز (الإنجليزية)
- كي ياسودا على موقع ديسكوغز (الإنجليزية)
- كي ياسودا على موقع قاعدة بيانات الفيلم (الإنجليزية)